# Metropolia lwowska Kościoła katolickiego obrządku bizantyjsko-ukraińskiego
Metropolia lwowska Kościoła katolickiego obrządku bizantyjsko-ukraińskiego, metropolia greckokatolicka na Ukrainie, powstała 29 listopada 2011. w jej skład wchodzą:
- - Archieparchia lwowska
  - Eparchia sokalsko-żółkiewska
  - Eparchia samborsko-drohobycka
  - Eparchia stryjska

Greckokatolicka metropolia lwowska została powołana 26 września 1808. W jej skład oprócz archieparchii lwowskiej wchodziła eparchia przemyska, a od 1885 nowo powołana eparchia stanisławowska. Po II wojnie światowej granica pomiędzy Polską a ZSRR rozdzieliła terytorium metropolii, pozostawiając po stronie polskiej część eparchii przemyskiej i administraturę apostolską Łemkowszczyzny. W 1946, w wyniku pseudosoboru lwowskiego zlikwidowano struktury Kościoła Greckokatolickiego w ZSRR, wcielając go w struktury Rosyjskiego Kościoła Prawosławnego. Kościół unicki zmuszony został do działalności w podziemiu. Na ziemiach polskich eparchia przemyska i administratura apostolska Łemkowszczyzny przestały istnieć w wyniku przesiedleń do ZSRR i Akcji Wisła. W latach 90. reaktywowano struktury Kościoła Greckokatolickiego, metropolia lwowska objęła eparchie leżące na terenie Ukrainy, a w Polsce w 1996 powołano greckokatolicką metropolię przemysko-warszawską. W 2005 roku siedziba zwierzchnika Kościoła greckokatolickiego na Ukrainie została przeniesiona do Kijowa, w związku z czym greckokatolicka metropolia lwowska uległa likwidacji. W 2011 roku, decyzją Synodu Ukraińskiego Kościoła Greckokatolickiego reaktywowano ją, podporządkowując jej eparchie sokalsko-żółkiewską, samborsko-drohobycką i stryjską.